# Bad Camberg
Bad Camberg é um município da Alemanha, situado no distrito de Limburgo-Veilburgo, no estado de Hesse. Tem 54,64 km² de área, e sua população em 2019 foi estimada em 14.221 habitantes.